# 早瀬乱
早瀬 乱（はやせ らん、1963年 - 2022年）は、日本の小説家・ホラー小説作家・推理作家。

## 略歴
大阪府出身。高校時代には美術部に所属しており、また版画家に師事して銅版画も習っていた。
法政大学文学部英文学科を卒業。
大学受験生を対象とした予備校を地元の大阪で開業するが、体調不良などもあって予備校を閉じ、以後、作家を目指して執筆活動に専念する。
2003年、第11回日本ホラー小説大賞に応募した「レテの支流」が佳作に選ばれ、翌2004年に同作品は、角川ホラー文庫（角川書店刊）の一冊として出版され作家デビューを果たす。
2005年、「通過人の31」で江戸川乱歩賞最終候補となる。翌2006年、「三年坂 火の夢」が第52回江戸川乱歩賞を受賞（同時受賞は、鏑木蓮の「東京ダモイ」）。

## 作品
- レテの支流（2004年11月 角川ホラー文庫）
- 三年坂 火の夢（2006年8月 講談社 / 2009年8月 講談社文庫）
- サロメ後継（2006年12月 角川書店）
  - 【改題】王女の渇き（2010年5月 角川ホラー文庫）
- レイニー・パークの音（2007年7月 講談社 / 2010年7月 講談社文庫）
- サトシ・マイナス（2008年3月 東京創元社ミステリ・フロンティア）
- 絵伝の果て（2010年2月 文藝春秋）
- エコーズ（2011年5月 角川書店）